# アリタリア航空112便墜落事故
アリタリア航空112便墜落事故は、1972年5月5日にイタリア・シチリア島で発生した航空事故。
ローマ・フィウミチーノ空港発パレルモ国際空港行のアリタリア航空112便（ダグラス DC-8-43）が、パレルモ国際空港の南西5キロ地点に墜落し、乗員乗客115人全員が死亡した。
この事故は、イタリアで発生した単独機の事故としては最悪で、イタリアの航空史上リナーテ空港事故（2001年）に次いで死者の多い事故である。

## 事故機

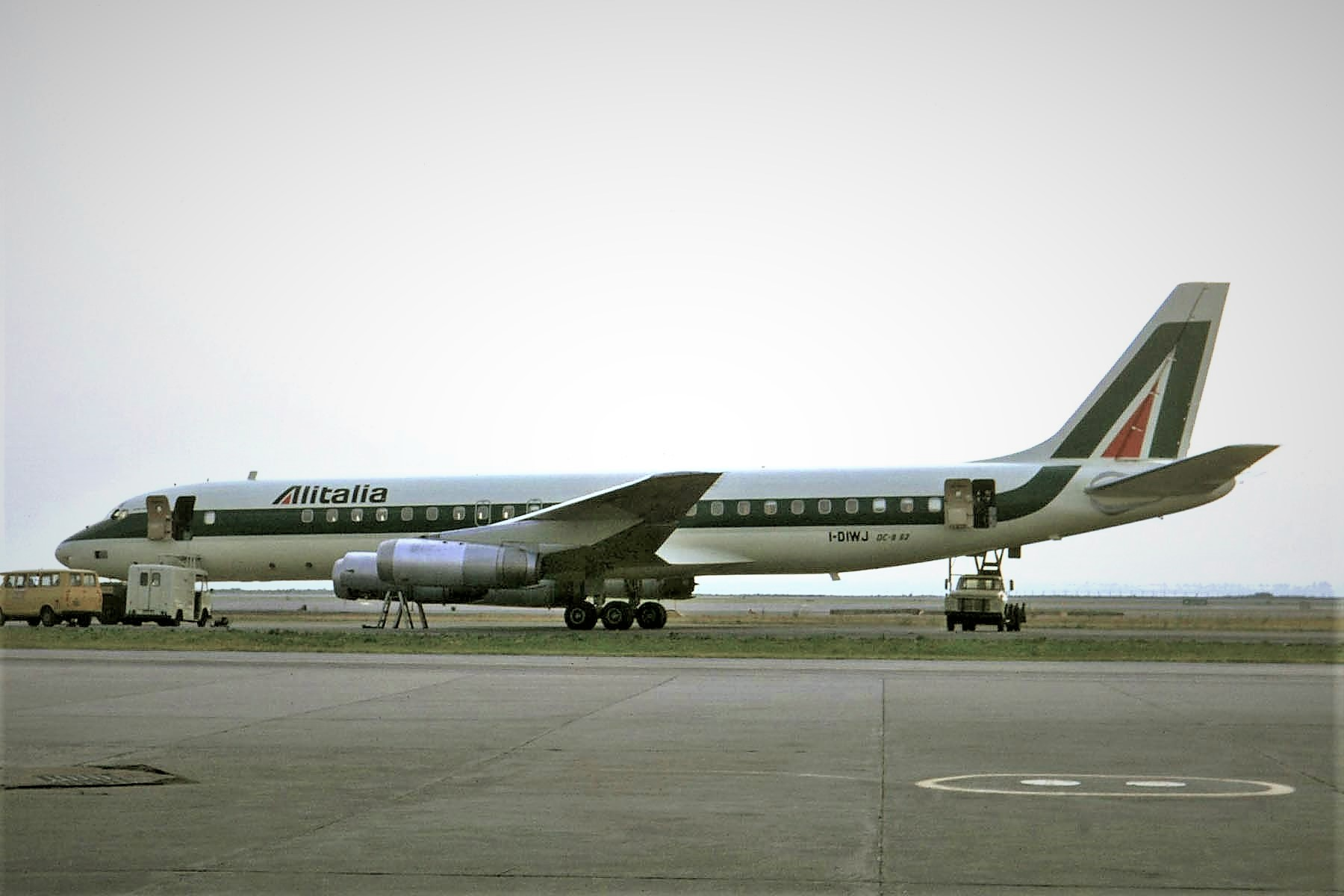
同型機のDC-8

事故機のダグラス DC-8-43（I-DIWB）は、4基のロールス・ロイス コンウェイ 508-12エンジンを搭載しており、初飛行を1961年に行っていた。

## 事故の経緯
中央ヨーロッパ夏時間20時35分、112便はフィウミチーノ空港を定刻より25分遅れて離陸した。22時18分、パイロットはパレルモ進入管制と交信した。その3分後、パイロットはグライドパスについて報告した。事故当時は視程が5kmで、雲底は1,500フィート (460 m)だった。
22時23分、112便はモンターニャ・ロンガの山頂から300フィート (91 m)ほど下の、標高1,980フィート (600 m) 付近に墜落した。衝突後、主翼やエンジンが脱落し、分解しながら山を滑っていった。

## 事故原因

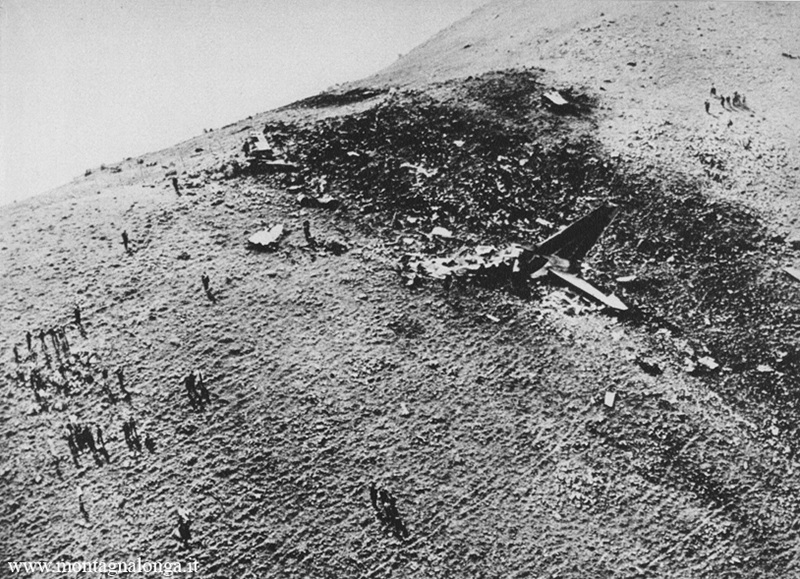
112便の事故現場

公式の報告書では事故原因は、明らかにされなかった。最も事故原因の可能性として高いものはマニュアルに従わなかったためのCFITだとされた。また、報告書ではパイロットが酔っていた可能性が示唆されたが、後に否定された。パイロットが進入を開始するタイミングが通常よりも早すぎたため、最低降下高度以下まで降下した。
一部ではテロ攻撃や撃墜による墜落ではないかという仮説が立てられた。しかし、事故現場や残骸の状況からこれらの説は否定された。

## ギャラリー

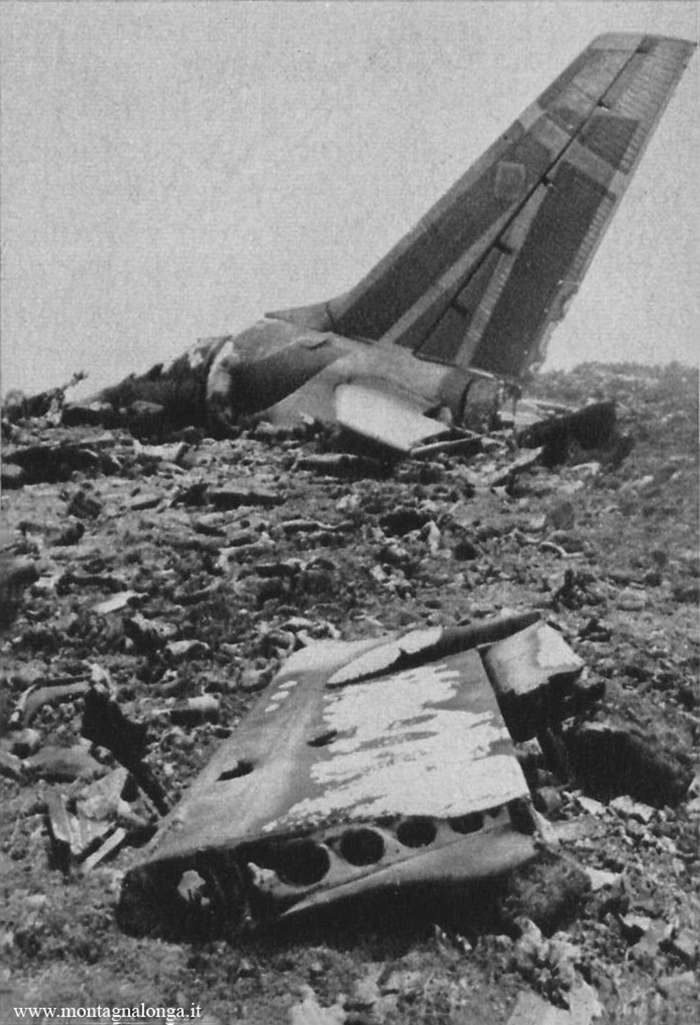
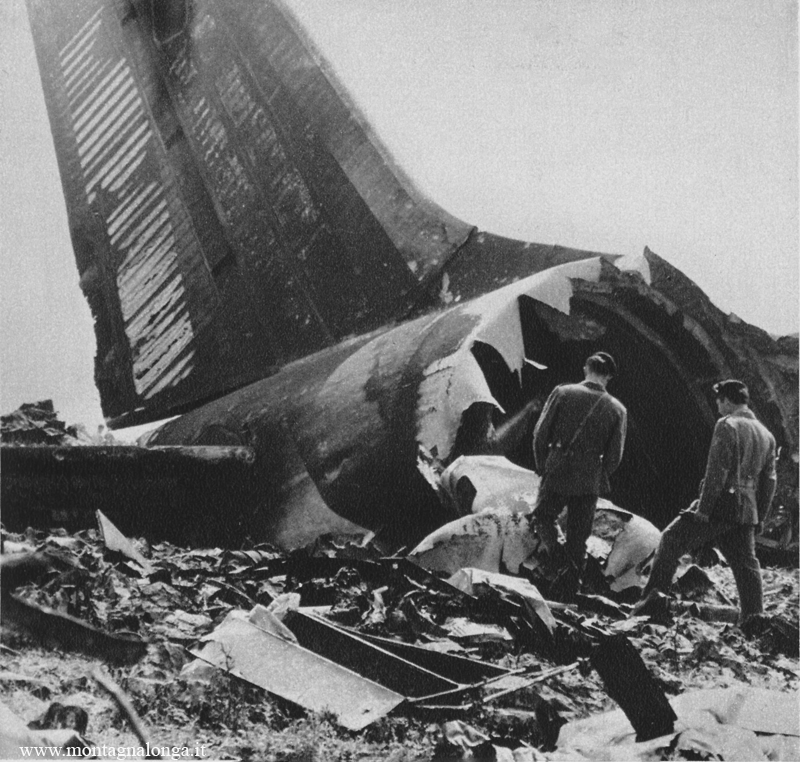
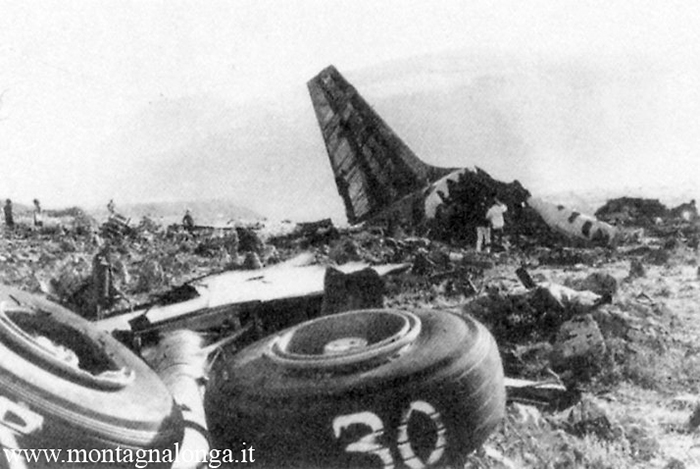
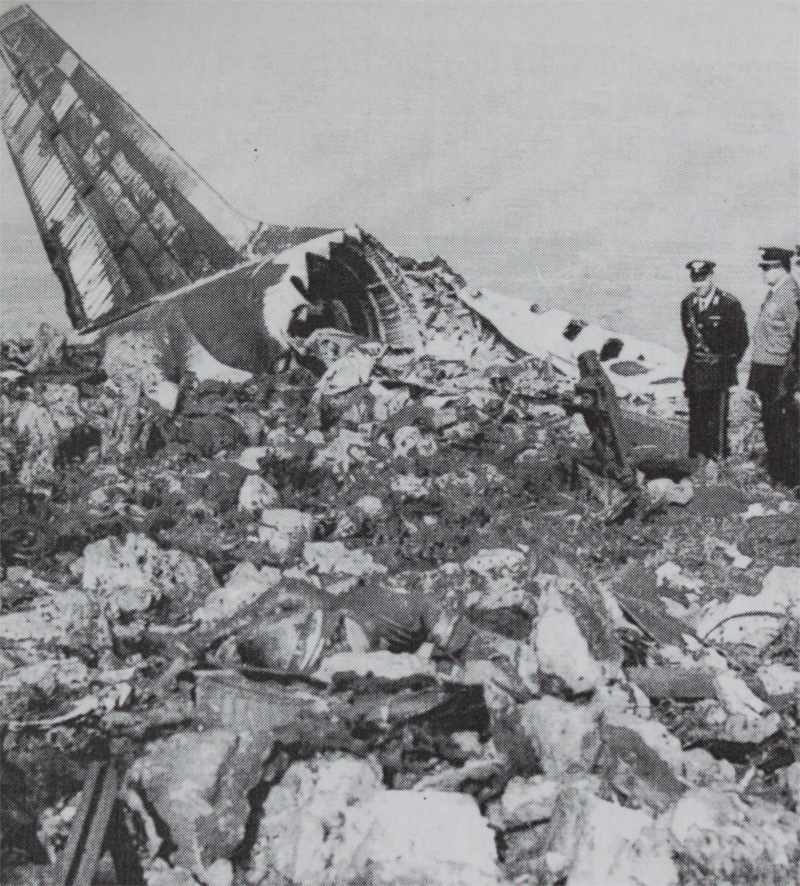